# ISDN-Verbindungsaufbau
Der Aufbau einer Telefonverbindung innerhalb eines ISDN verläuft in folgenden Schritten:
1. Der rufende Benutzer (A-Teilnehmer) veranlasst sein Telefon A1 in der Regel durch Abheben des Hörers dazu, eine SETUP-Nachricht an die Vermittlungsstelle zu senden.
2. Wenn ein B-Kanal frei ist, antwortet diese mit einer SETUP ACK-Nachricht. Das Telefon erzeugt daraufhin den Wählton.
3. Die vom A-Teilnehmer gewählte Rufnummer wird entweder Ziffer für Ziffer jeweils als INFO-Nachricht oder als Block (bei der so genannten Blockwahl) vom Telefon über die Vermittlungsstelle Richtung Ziel-Vermittlungsstelle gesendet. Falls die Rufnummer vor dem Abheben des Hörers eingegeben wurde, wird diese als Blockwahl bereits in der SETUP-Nachricht gesendet.
4. Wenn eine gültige Rufnummer gewählt wurde, sendet die Vermittlungsstelle eine CALL PROCEEDING-Nachricht zum Telefon. Dieses erlaubt daraufhin keine weitere Eingabe von Wählziffern.
5. Die Ziel-Vermittlungsstelle sendet an alle beim gerufenen Benutzer (B-Teilnehmer) angeschlossenen Endgeräte eine SETUP-Nachricht.
6. Jedes Endgerät, das zur Annahme von Rufen für die angegebene Zielrufnummer programmiert wurde, sendet eine ALERT-Nachricht und beginnt zu klingeln.
7. Die Ziel-Vermittlungsstelle sendet die ALERT-Nachricht durch das Netz zurück zum Telefon des A-Teilnehmers. Dieses erzeugt daraufhin den Freiton.
8. Wenn der Hörer abgehoben wird, sendet das Zieltelefon B2 eine CONNECT-Nachricht an die Ziel-Vermittlungsstelle.
9. Die Ziel-Vermittlungsstelle sendet diese Nachricht weiter durchs Netz und bestätigt sie mit einer CONN ACK-Nachricht zu Telefon B2.
10. Allen anderen noch klingelnden Endgeräten sendet sie eine REL-Nachricht, die durch REL COM bestätigt wird. Die Endgeräte beenden damit das Klingeln.
11. Das Telefon A1 bestätigt den Empfang der CONNECT-Nachricht mit einer CONN ACK-Nachricht.
12. Die Sprach- oder Datenverbindung ist hergestellt.